# Abd-Al·lah ibn Mussa ibn Nussayr
Abd-Al·lah ibn Mussa ibn Nussayr (àrab: عبد الله بن موسى بن نصير, ʿAbd Allāh b. Mūsà b. Nuṣayr) (m. 720?) fou valí d'Ifríqiya (711, interinament, i 713-715). Abd-Al·lah era el fill gran de Mussa ibn Nussayr, el general àrab que va conquerir el Màgrib i l'Àndalus.
L'any 707 va ser el cap d'una flota que realitzà una ràtzia pels territoris romans d'Orient insulars: Sicília, Sardenya i les Illes Balears, on signà un tractat de submissió o ahd i s'emportà els malik de Mallorca i Menorca a Damasc, per ratificar-lo. Quan el seu pare va partir cap a la península Ibèrica, va encarregar a Abd-Al·lah el govern interí d'Ifríqiya (711). En 713, en partir Mussa ibn Nussayr cap a Damasc, cridat pel califa al-Walid ibn Abd-al-Màlik, Abd-Al·lah va assolir de nou el govern d'Ifríqiya.
En adonar-se el califa Sulayman ibn Abd-al-Màlik, que els tres fills de Mussa ibn Nussayr governaven la part més occidental dels seus dominis —Abd-Al·lah a Ifríqiya, Abd-al-Màlik al Màgrib (l'actual Marroc) i Abd-al-Aziz a l'Àndalus—, se sentí inquiet del poder d'aquesta família i va destituir Abd-Al·lah, tot nomenant nou valí a Muhàmmad ibn Yazid al-Quraixí (715). Es creu que Abd-Al·lah fou executat el 720, per ordre del califa Yazid ibn Abd-al-Màlik, acusat d'instigar la mort de l'aleshores valí d'Ifríqiya Yazid ibn Abi-Múslim. El seu botxí hauria estat Bixr ibn Safwan.